# Малиновка (Бахчисарайский район)
Мали́новка (до 1948 года — Ленька-Кабази; укр. Малинівка, крымскотат. Qobazı, Къобазы) — село в Бахчисарайском районе Республики Крым, в составе Почтовского сельского поселения (согласно административно-территориальному делению Украины — Почтовского поссовета Автономной Республики Крым), ранее было одним из отделений совхоза им. Чкалова. В Малиновке 6 улиц и 1 переулок, площадь, занимаемая селом, 15 гектаров, на которой, в 116 дворах, по данным сельсовета на 2009 год, числилось 367 жителей

## Население
| 2001 | 2014 |
| ---- | ---- |
| 309  | ↗336 |

Всеукраинская перепись 2001 года показала следующее распределение по носителям языка:
| Язык             | Число жит. | Процент |
| ---------------- | ---------- | ------- |
| русский          | 191        | 61,81   |
| крымскотатарский | 95         | 30,74   |
| украинский       | 19         | 6,15    |

### Динамика численности
| - 1805 год — 263 чел. - 1864 год — 110 чел. - 1886 год — 97 чел. - 1889 год — 86 чел. - 1915 год — 140/14 чел. - 1926 год — 116 чел. | - 1939 год — 106 чел. - 1989 год — 268 чел. - 2001 год — 309 чел. - 2009 год — 367 чел. - 2014 год — 336 чел. |

## География
Малиновка самое северо-восточное село района, расположенное на правом берегу долины Альмы, в своего рода каньоне, на выходе реки из Внутренней гряды Крымских гор, высота центра села над уровнем моря 207 м. Расстояние до Симферополя — 17 км, до Бахчисарая — около 19 километров. Транспортное сообщение осуществляется по региональной автодороге 35Н-062 (по украинской классификации — С-0-10224) от шоссе 35Р-001 (Симферополь — Севастополь). В 2 км от села находится железнодорожная платформа 1479 километр, через которую следуют электрички на Севастополь и Симферополь.

## Название
Этимология исторического названия Малиновки — Кобазы точно не установлена. По одной из версий Кобазы — сокращённый вариант изначального названия Коба-Агзы, что означает в переводе с крымскотатарского «отверстие пещеры» (qoba — пещера, ağız — рот, пасть, проём, отверстие). Приведённый в указе Президиума Верховного Совета РСФСР от 18 мая 1948 года о переименовании вариант названия Ленька-Кабази и упоминаемый во всей послевоенной литературе, происходит от названия Ленина Кабази, встречающийся, к примеру, на карте 1936 года.

## История
Свидетельств о существовании Кобазы во времена Крымского ханства немного: впервые, в дошедших документах, встречается в кадиаскерком дефтери (судебном деле) 1678 года, в тех же делах XVII—XVIII веков упоминается джемаат деревни, выступвший в качестве самостоятельного юридического лица.
В составленном в 1784 году, перед самым присоединением Крыма, «Камеральном Описании Крыма» в Бахчисарайском кадылыке Бахчисарайского каймаканства записаны две деревни: Кобазы и Другой Кобазы — приходы-маале большой деревни.

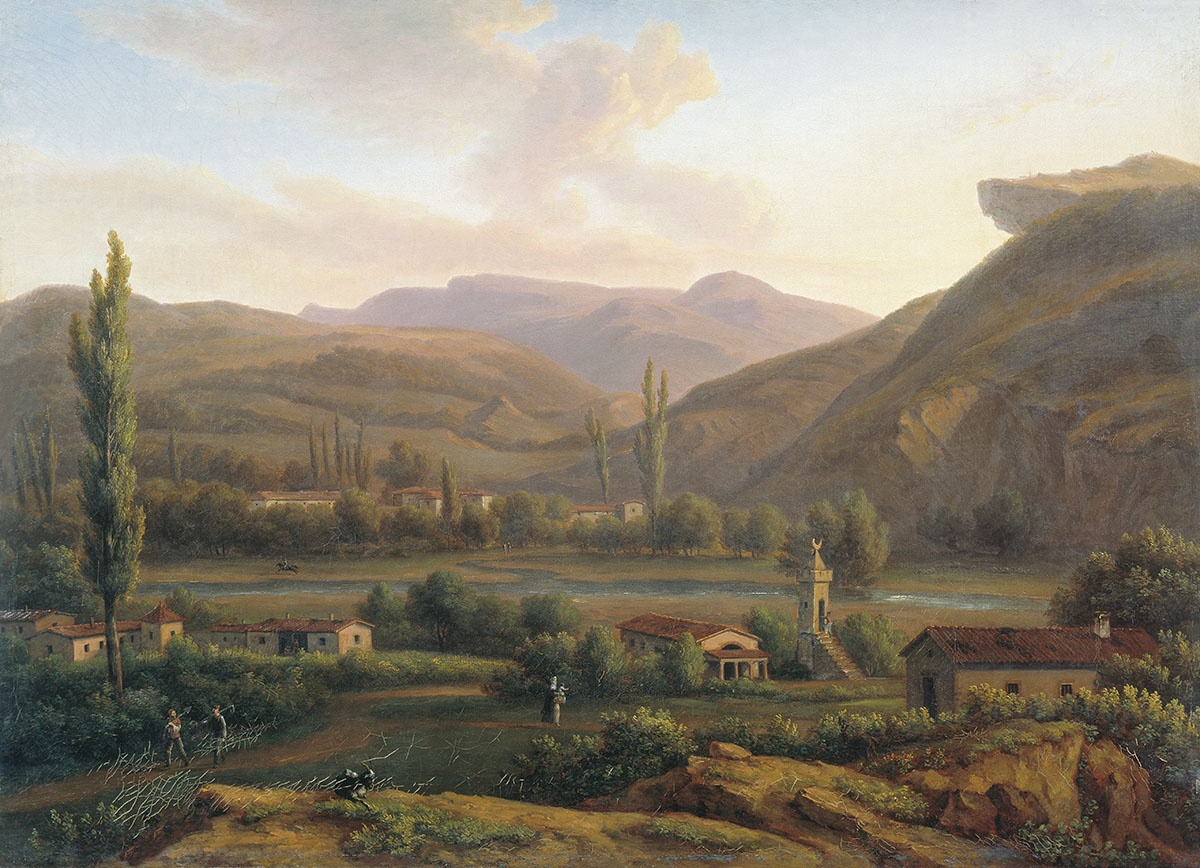
Жак-Кристоф Мивилль Вид деревни, около 1818 года

После присоединения Крыма к России (8) 19 апреля 1783 года, (8) 19 февраля 1784 года, именным указом Екатерины II сенату, на территории бывшего Крымского Ханства была образована Таврическая область и деревня была приписана к Симферопольскому уезду. После Павловских реформ, с 1796 по 1802 год, входила в Акмечетский уезд Новороссийской губернии. По новому административному делению, после создания 8 (20) октября 1802 года Таврической губернии, — в составе Актачинской волости Симферопольского уезда.
Согласно Ведомости о всех селениях в Симферопольском уезде состоящих с показанием в которой волости сколько числом дворов и душ… от 9 октября 1805 года, в Кобазы в 44 дворах проживало 263 крымских татарина и земля принадлежала известному в крымской истории губернскому секретарю Чернову. На военно-топографической карте генерал-майора Мухина 1817 года дворов в деревне обозначено 25. После реформы волостного деления 1829 года Кобазы, согласно «Ведомости о казённых волостях Таврической губернии 1829 года», отнесли к Яшлавской волости (переименованной из Актачинской).В середине 1830-х годов Дюбуа де Монпере отмечал самый большой в долине Альму фруктовый сад Чернова у деревни Кобазы. Шарль Монтандон в путеводителе 1834 года сообщал, что в саду Чернова было 1300  деревьев возрастом 25—30 лет. На карте 1836 года в деревне 35 дворов, как и на карте 1842 года.
В 1860-х годах, после земской реформы Александра II, деревню приписали к Мангушской волости. По «Списку населённых мест Таврической губернии» 1864 года, по результатам VIII ревизии, Кобазы — владельческая русская и татарская деревня при реке Алме, с 24 дворами, 110 жителями и мечетью. По обследованиям профессора А. Н. Козловского начала 1860-х годов, в селении имелись колодцы с пресной водой глубиной 2—4 сажени, а также жители пользовались водой из Альмы. На трехверстовой карте Шуберта 1865—1876 года дворов обозначено 12 (на карте есть соседняя деревня Кур-Тыймез, которой в «Списке…» нет). Деревня пустела, видимо вследствие эмиграции крымских татар в Турцию, а в помещичьи имения на месте старой деревни заселялись работники-переселенцы из России и уже в 1872 году среди прихожан Балта-Чокракской церкви упоминаются православные из Кобазы. На 1886 год в деревне Кабаза, согласно справочнику «Волости и важнѣйшія селенія Европейской Россіи», проживало 97 человек в 20 домохозяйствах, действовала мечеть.
В Памятной книге Таврической губернии 1889 года (по результатам Х ревизии 1887 года) уже зафиксирована не причисленная к волостям деревня Новые Кобазы с 12 дворами и 86 жителями (в такой разряд обычно попадали новые деревни с немусульманским населением).
После земской реформы 1890-х годов деревню передали в состав новой Тав-Бодракской волости.
На подробной карте 1890 года на месте деревни показана безымянная помещичья усадьба (некоего помещика Клачановского). В 1912 году, уже в деревне Кобазы, было начато строительство нового здания мектеба. По Статистическому справочнику Таврической губернии. Ч.II-я. Статистический очерк, выпуск шестой Симферопольский уезд, 1915 год, в деревне Кабаза Тав-Бодракской волости Симферопольского уезда числилось 19 дворов с татарским населением в количестве 133 человек приписных жителей. Во владении было 152 десятины удобной земли и 15 десятин неудобий, земельные наделы были у всех хозяйств. В хозяйствах имелось 36 лошадей, 19 коров, 25 телят и жеребят и 1290 головы мелкого скота. Также существовало имение Цейслера «Кабаза» — 5 немецких дворов, 7 приписных и 14 «посторонних» жителей 600 десятин удобий и 200 неудобий, 31 лошадь, 10 волов и 11 коров.
После установления в Крыму Советской власти, по постановлению Крымревкома от 8 января 1921 года была упразднена волостная система и село включили в состав Подгородне-Петровского района Симферопольского уезда, а в 1922 году уезды получили название округов. 11 октября 1923 года, согласно постановлению ВЦИК, в административное деление Крымской АССР были внесены изменения, в результате которых был ликвидирован Подгородне-Петровский район и образован Симферопольский и Кабазы включили в его состав. Согласно Списку населённых пунктов Крымской АССР по Всесоюзной переписи 17 декабря 1926 года, в селе Кабазы, Базарчикского сельсовета (в котором село состояло всю дальнейшую историю) Симферопольского района, числилось 26 дворов, все крестьянские, население составляло 116 человек (51 мужчина и 65 женщи). В национальном отношении учтено: 73 русских, 12 украинцев, 8 немцев, 9 греков, 11 чехов, 1 болгарин, 2 записаны в графе «прочие». По данным всесоюзной переписи населения 1939 года в селе проживало 106 человек. На 1940 год село, вместе с сельсоветом, уже в составе Бахчисарайского района.
В 1944 году, после освобождения Крыма от фашистов, 12 августа 1944 года было принято постановление № ГОКО-6372с «О переселении колхозников в районы Крыма» по которому в район планировалось переселить 6000 колхозников и в сентябре 1944 года в район приехали первые новосёлы (2146 семей) из Орловской и Брянской областей РСФСР, а в начале 1950-х годов последовала вторая волна переселенцев из различных областей Украины. С 25 июня 1946 года Кабазы в составе Крымской области РСФСР. 18 мая 1948 года, указом Президиума Верховного Совета РСФСР село Ленька-Кабази было переименовано в Малиновку. 26 апреля 1954 года Крымская область была передана из состава РСФСР в состав УССР. До 1960 года к Малиновке присоединили Кукурековку (на 15 июня 1960 года село уже не числилось), в период с 1960 по 1968 год — находившуюся на левом берегу Альмы Мироновку. По данным переписи 1989 года в селе проживало 268 человек. С 12 февраля 1991 года село в восстановленной Крымской АССР, 26 февраля 1992 года переименованной в Автономную Республику Крым. С 21 марта 2014 года в составе Крыма аннексирована Россией.

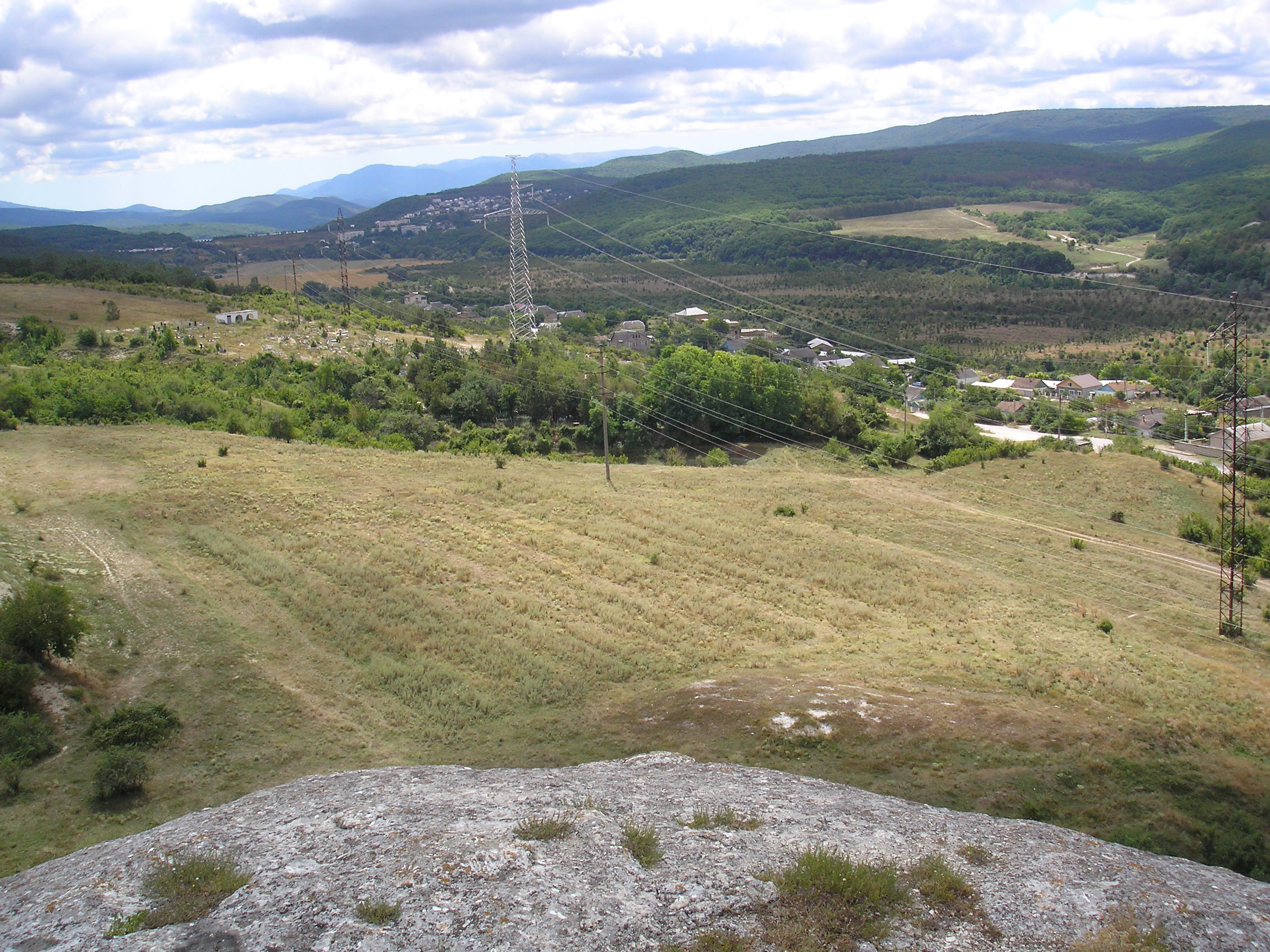
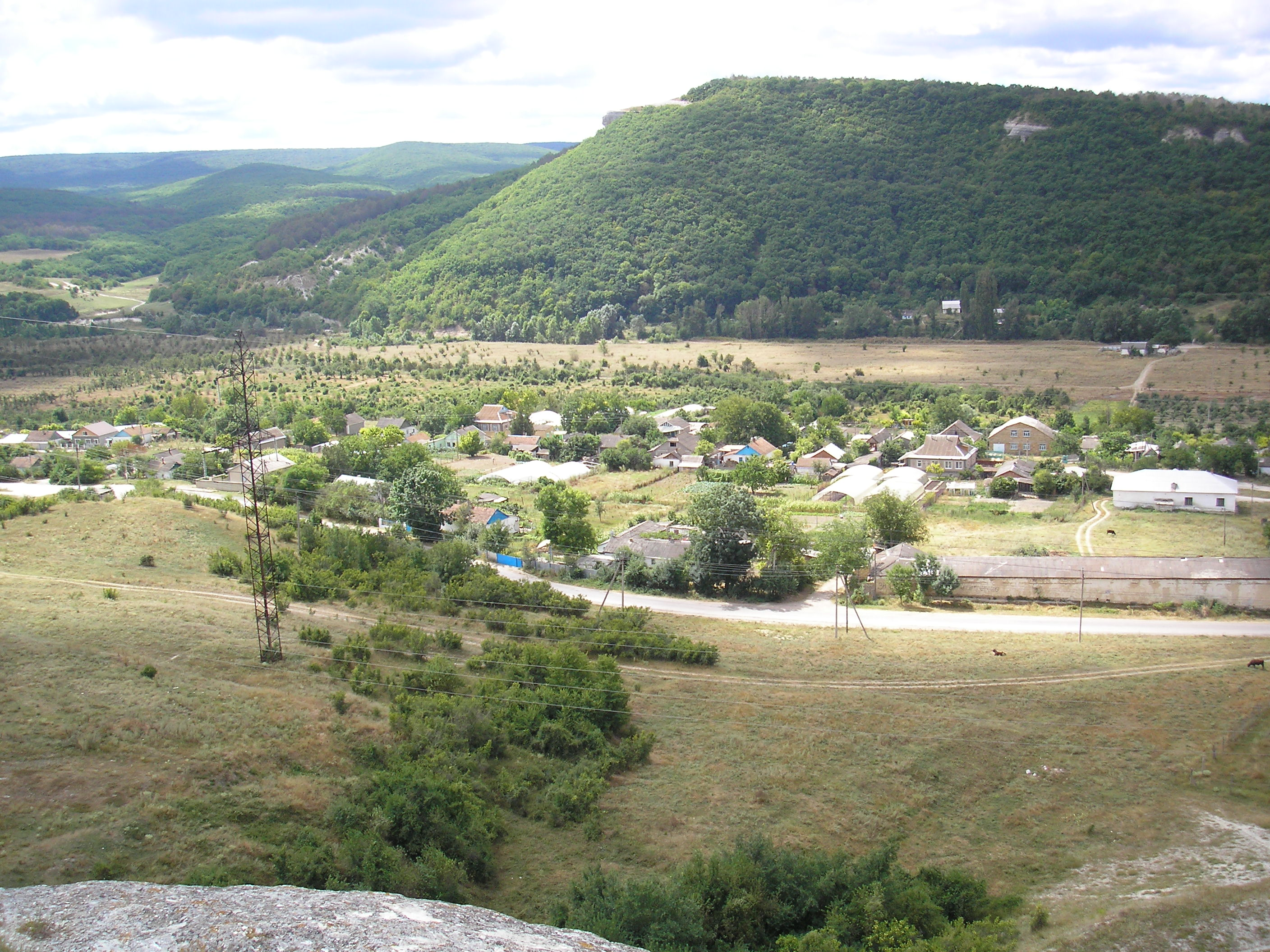
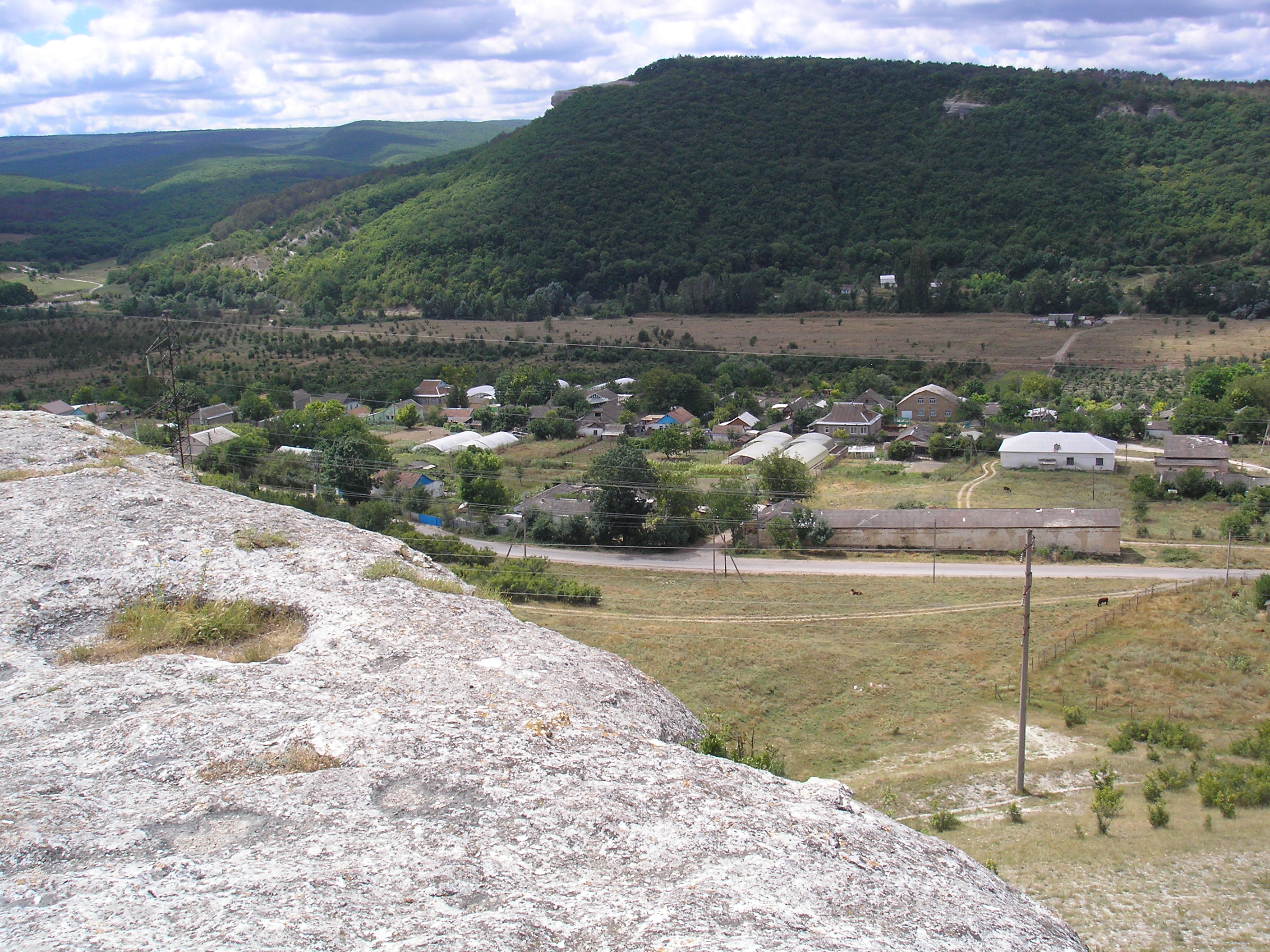
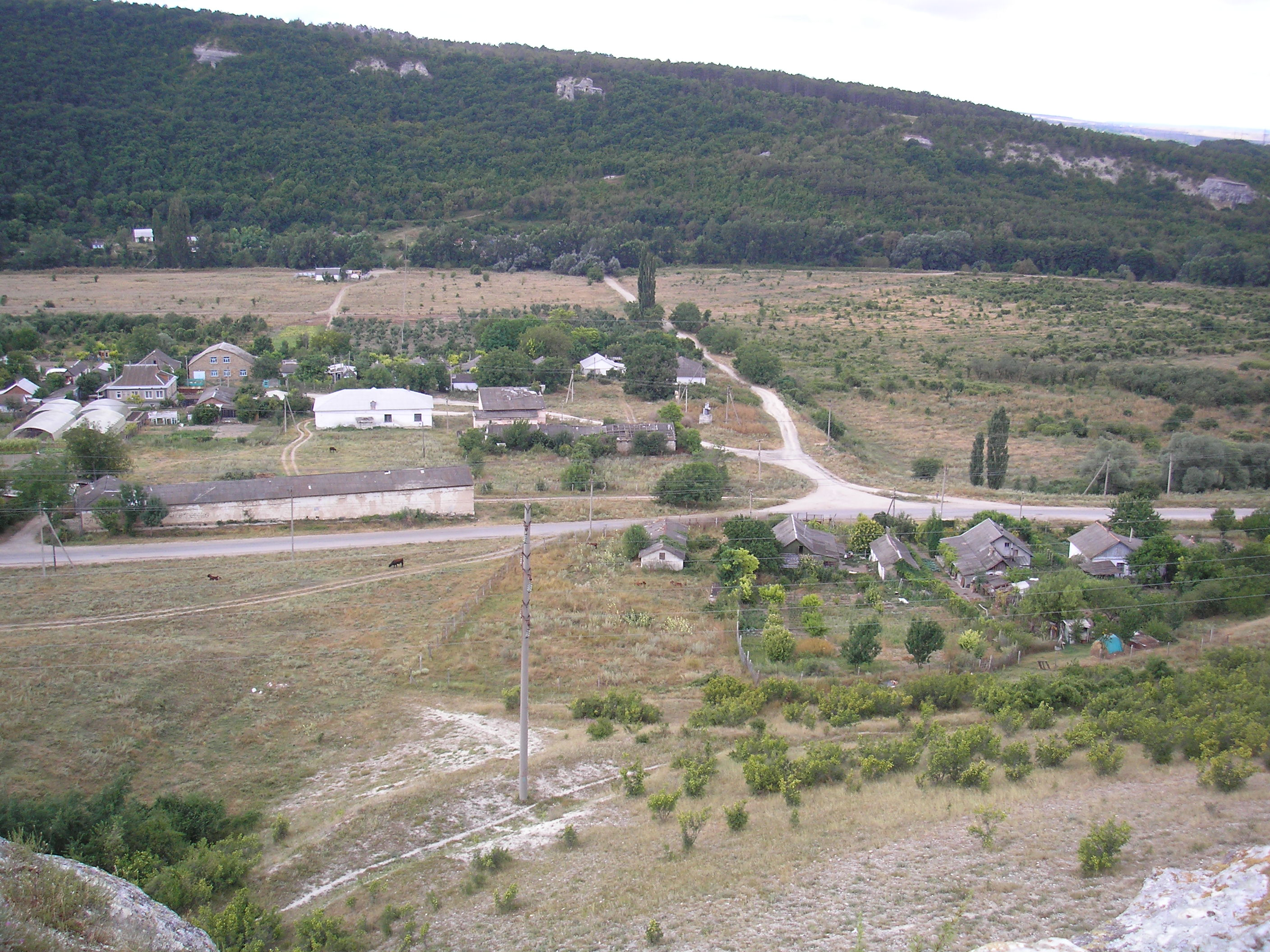
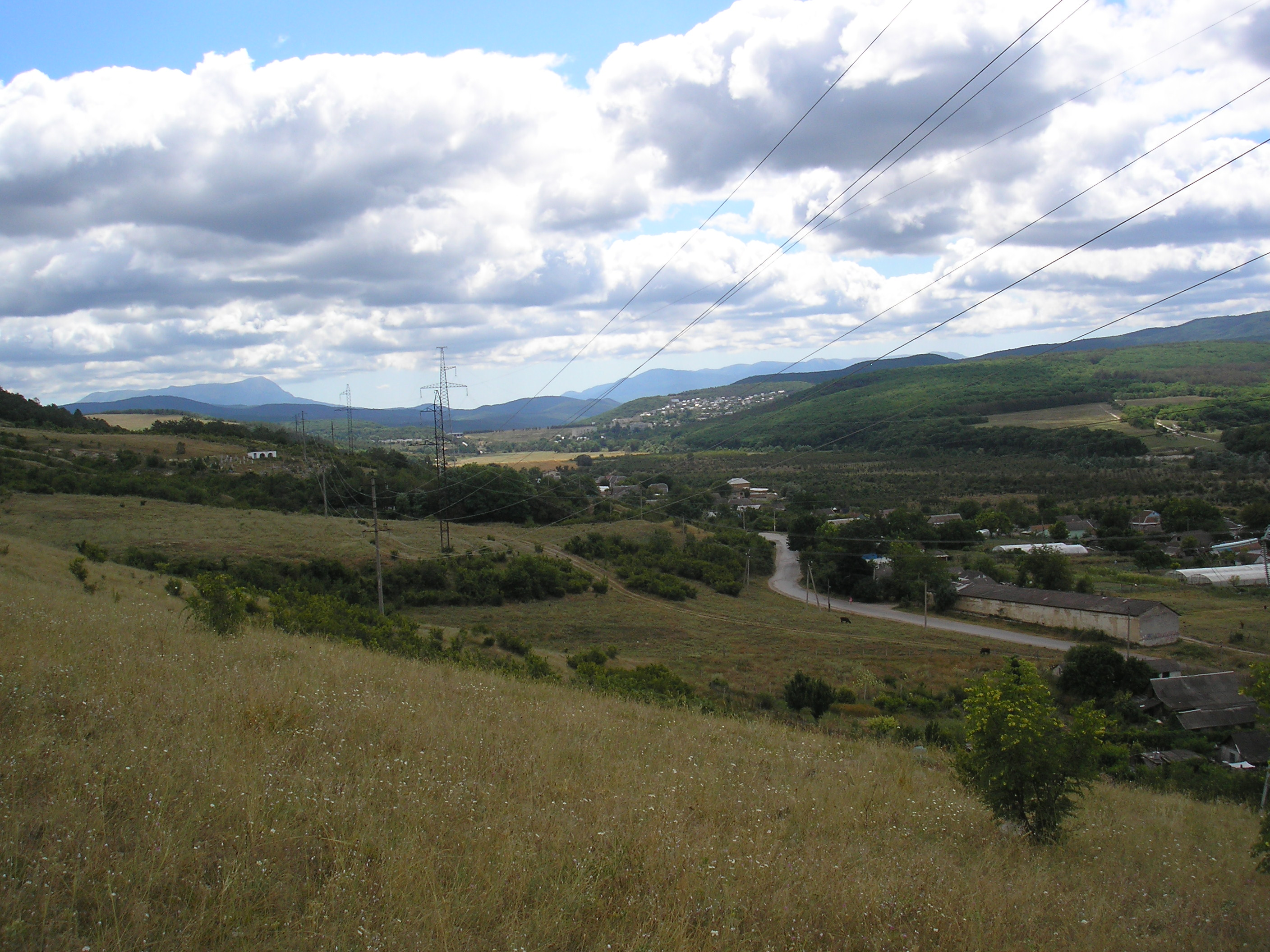

## Руднёвка
Руднёвка — 44°50′00″ с. ш. 34°50′50″ в. д. (встречается вариант: Рудневка), хутор-посёлок в районе Малиновки, на левом берегу Альмы, бывшая восточная часть Мироновки. В Статистическом справочнике Таврической губернии 1915 года к деревне Кабаза приписано имение некоего Рудь М. О. (с одним двором без населения) и, видимо, это название закрепилось за отдельно лежащей частью села, хотя в имеющихся официальных документах Руднёвка не встречается, но упоминалось в путеводителях по данной части Крыма. Расселён и снесён при спрямлении русла Альмы в 1966 году при сооружении водосброса Партизанского водохранилища.

## Неандертальские стоянки
- Восточнее села, под скальным навесом, в 1880 году археолог Мережковский раскопал стоянку первобытного человека мустьерской эпохи, известную в науке, как Кабази I и относящуюся к кабазийской культуре[69]
- Стоянка Кабази II[70] в долине реки Альма, относящаяся к западно-крымской мустьерской культуре (Western Crimean Mousterian (WCM)), судя по гидроксипролину, одной из аминокислот в коллагене, была обитаема не менее 50 тыс. лет назад[71].